# 윔블던 FC
윔블던 축구 클럽(Wimbledon Football Club)은 런던 남서부 윔블던에 위치한 잉글랜드의 축구 클럽이었다. 1889년에 윔블던 올드 센트럴 축구 클럽으로 창단하여 1977년까지는 논리그를 전전하던 아마추어와 세미프로 팀이었으나 프로 리그인 풋볼 리그로 승격된지 9년만인 1986년에 최초로 풋볼 리그 1부에 올라섰다.
윔블던은 1986년부터 2000년까지 최상위 리그인 풋볼 리그 1부와 FA 프리미어리그에서 활동했다. 특히 이 시절 가장 두드러진 사건은 1988년에 당시 최고의 팀 중 하나로 꼽히던 리버풀을 꺾고 FA컵에서 우승을 차지한 일이었다. 이 우승으로 윔블던은 FA컵과 FA 아마추어컵을 동시에 거머쥔 두 번째 클럽이 되었다.
1991년, 홈 경기장을 모두 좌석제로 바꿔야 한다는 테일러 리포트의 발표 내용에 따라 윔블던은 홈 구장이었던 플로 레인을 떠나야 한다고 결정하였다. 윔블던은 임시로 근처 클럽인 크리스털 팰리스와 경기장을 공유하기 시작했는데, 그 기간이 10년이 넘었다. 2002년 5월, 지역 의회가 모든 안을 거절한 이후 연고지를 윔블던에서 약 90km 정도 떨어진 밀턴케인스로 이전하는 것을 승인하였다. 2003년 9월 클럽은 윔블던을 떠나 2004년 6월 밀턴킨스 던스가 되었고, 소수의 윔블던 서포터즈들은 지역의 새로운 클럽을 창단하기 위해 계획을 세웠고, AFC 윔블던을 창단하였다.

## 역대 성적

### 국내
- 풋볼 리그 4부

우승 (1): 1982-83
- 서던 풋볼리그

우승 (3): 1974-75, 1975-76, 1976-77
- 이스미언 리그

우승 (8): 1930-31, 1931-32, 1934-35, 1935-36, 1958-59, 1961-62, 1962-63, 1963-64
- FA컵

우승 (1): 1987-88
- FA 아마추어 컵

우승 (1): 1962-63

## 역대 감독
| 감독      | 임기        |
| --------- | ----------- |
| 피터 위스 | 1991 ~ 1992 |